# Grove Hill New Mission Church

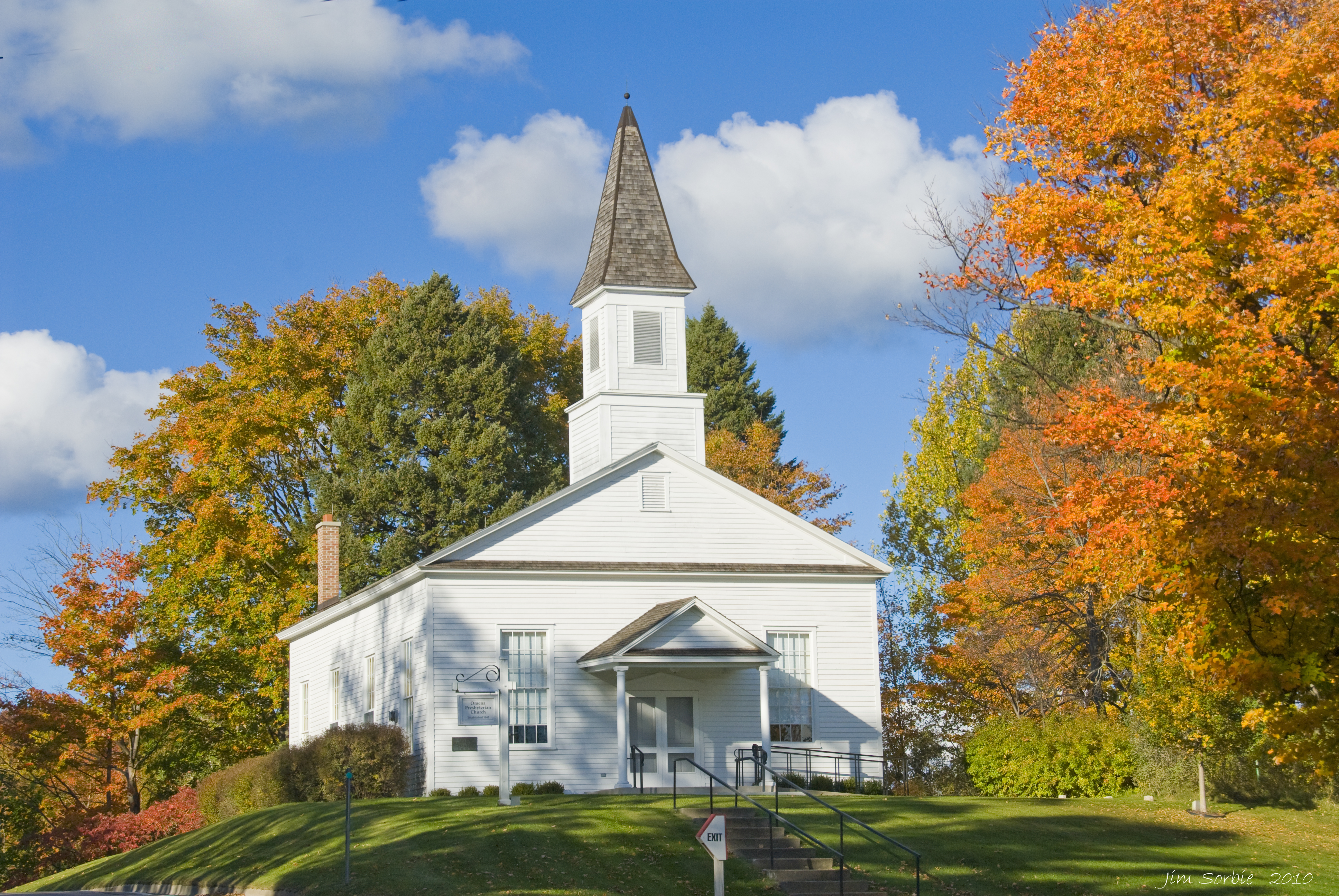
Grove Hill New Mission Church, 2011

Grove Hill New Mission Church (auch Omena Presbyterian Church) ist ein historisches Kirchengebäude in Omena in Leelanau County (Michigan, USA).
1858 beauftragte Pastor Peter Dougherty drei in Omena ansässige Schreiner mit dem Bau der Kirche nach dem Vorbild des „New England Kirchendesigns“. Bis 1871 wurde die Kirche für Gottesdienste genutzt, dann führten finanzielle Engpässe zur Schließung der Kirche und der 1852 dort errichteten Mission. Letztere war Auslöser für den Bau der Kirche und die Entstehung der Gemeinde Omena.
1885 wurde sie als Kongregationalistische Kirche wiedereröffnet. Seit 1925 wird sie überwiegend in den Sommermonaten genutzt und ist heute noch immer eine presbyterianische Kirche und dient als solche.
Die Kirche wurde 1970 zum historischen Schauplatz Michigans erklärt und am 29. Juni 1972 als National Historic Landmark anerkannt und in das National Register of Historic Places eingetragen. Außerdem ist die Kirche Contributing Property des Omena Historic Districts, der im Januar 2017 gebildet wurde.